# Venus anadyomene
Venus anadyomene ("Venus uppstigande ur havet", grekiska Ἀναδυομένη, "uppstigande") är en målning från omkring 1520 av den italienske konstnären Tizian.

## Utformning och relaterat
Motivet med Venus som vrider vatten ur sitt hår är taget från en förlorad målning av Apelles som beskrivs av Plinius den äldre i Naturalis Historia. Venus former och sneglande blick är inspirerade av antika skulpturtyper föreställande gudinnan.

## Proveniens
Drottning Kristina ägde målningen på 1600-talet. År 1945 lånade den dåvarande ägaren, John Egerton, 6:e hertig av Sutherland, ut målningen till National Gallery of Scotland där den har funnits sedan dess. Efter hertigens död köpte det skotska museet år 2003 målningen för drygt 11 miljoner pund.